# Zawidów
Zawidów (en allemand : Seidenberg) est une ville de Pologne, située dans le sud-ouest du pays, dans la voïvodie de Basse-Silésie. Elle constitue une gmina urbaine du powiat de Zgorzelec. 

## Géographie

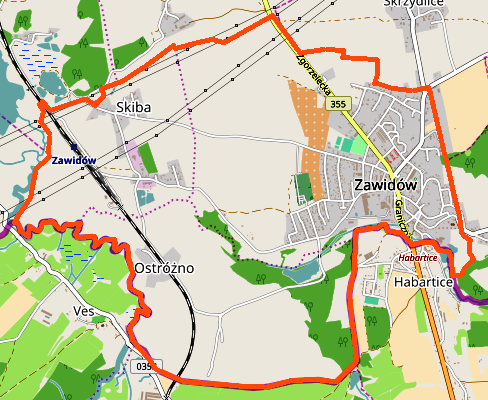
Carte du territoire municipal.

Zawidów est située dans la région historique de Haute-Lusace au pied nord des monts de la Jizera, une chaîne des Sudètes. Le centre ville se trouve à 16 km au sud de Zgorzelec, la ville frontière avec l'Allemagne. La frontière entre la Pologne et la République tchèque et la commune de Habartice se situent immédiate au sud.

## Histoire
Au début du XIIe siècle, la région autour du mont Syden s'étendant entre la Neisse et la Kwisa appartint à la marche de Misnie sous le règne de la maison de Wettin. Elle était située au sein du pays de Bautzen (Budissin), la future Haute-Lusace, qui après le décès du margrave Conrad Ier en 1157 a été attribué aux souverains de ducs de Bohême. 
La ville de Seidenberg a été probablement fondée par le roi Ottokar II Přemysl. Après sa mort en 1278, elle appartenait à la seigneurie de Friedland. Le privilège urbain selon le droit de Magdebourg a été confirmé en 1396. La ville fut devastée pendant les croisades contre les hussites en 1427 et encore une fois en 1433 ; en 1469, les troupes du roi Georges de Poděbrady ont brûlé toutes les maisons.
En 1551, le domaine a été acquis par la noble famille de Redern. Confisquée par l'empereur Ferdinand II après la bataille de la Montagne-Blanche en 1620, la seigneurie de Friedland fut engagée à Albrecht von Wallenstein, tandis que la Haute-Lusace au nord avec Seidenberg passa à l'électeur Jena-Georges Ier de Saxe. La seigneurie a été vendue à la noble famille de Nostitz en 1626.
En 1815, après les guerres napoléoniennes, le Congrès de Vienne décida de donner la partie nord et est de la Haute-Lusace au royaume de Prusse, et la ville de Seidenberg fit ainsi partie de l'arrondissement de Lauban dans le district de Liegnitz au sein de la province prussienne de Silésie (Basse-Silésie) jusqu'à la fin de la Seconde Guerre mondiale. Au cours du déplacement de la frontière entre l'Allemagne et la Pologne sur l’Oder et la Neisse en 1945, la partie est de la Haute-Lusace et la ville de Zawidów furent cédées à la Pologne.

## Personnalités
- Jakob Böhme (1575-1624), théosophe, né au village d'Alt-Seidenberg (Stary Zawidów) ;
- Paul Sintenis (1847-1907), botaniste.